# Хронология калгарийской истории
Ниже представлена хроноло́гия калгари́йской исто́рии:

## XVIII век
- 1787 — Картограф Дэвид Томпсон перезимовал вместе с группой индейцев пейган на берегу реки Боу. Он был первым известным европейцем, посетившим эту территорию.

## XIX век
- 1873 — Джон Гленн стал первым известным европейцем, поселившимся в районе Калгари.
- 1875 — Новый пост был назван Форт-Бризбуа по фамилии офицера СЗКП Эфран-А. Бризбуа, но в 1876 полковник Джеймс Маклауд переименовал его в Форт-Калгари.
- 1883 — К городу подошла Канадская Тихоокеанская железная дорога, и был построен вокзал.
- 1884 — Калгари получил права муниципалитета (town), и жители выбрали своего первого мэра Джорджа Мердока.
- 1885 — Основана Калгарийская полицейская служба.
- 1886 — Калгарийский пожар 1886.
- 1888 — Основана англиканская епархия Калгари.
- 1891 — Открыта Калгарийско-Эдмонтонская железная дорога.
- 1894 — Предоставлен более высокий городской статус (city) в составе Северо-Западных территорий.
- 1900 — Основан Даунтаун-Ист-Виллидж.

## XX век
- 1902 — В Альберте впервые была открыта нефть.
- 1912 — Впервые проведён калгарийский стампид.
- 1915—1918 — Построен арсенал Мьюата.
- 1923 — По плебисциту срок нахождения в должности мэра увеличен с одного года до двух лет.
- 1929 — Великая депрессия в Канаде.
- 1932—1933 — Построена Гленморская дамба.
- 1947 — В провинции открыты огромные запасы нефти. Калгари сразу оказался в центре нефтяного бума.
- 1947 — Основана Stampede Wrestling.
- 1968 — По городскому закону срок нахождения в должности мэра увеличен на один год и стал составлять три года.
- 1971 — 403 000 жителей. Относительно невысокий Даунтаун-Калгари быстро оказался застроен многоэтажными зданиями, что продолжается и в настоящее время.
- 1973 — Экономика города очень быстро выросла благодаря арабскому нефтяному эмбарго.
- 1988 — В Калгари проведены Зимние Олимпийские игры 1988.
- 1989 — 675 000 жителей.
- 1992 — Стивен-авеню признана национальной исторической достопримечательностью Канады.
- 1996 — Canadian Pacific Railway перенесла свою главную контору из Монреаля в Калгари.
- 1997 — Калгарийская декларация.
- 1999 — Взрыв на Hub Oil.

## XXI век
- 2002 — Протесты антиглобалистов на саммите G8 в 2002.
- 2005 — Imperial Oil перенесла своё главное управление из Торонто в Калгари благодаря невысоким альбертским корпоративным налогам и для большей близости к своим нефтяным предприятиям.
- 2006 — EnCana объявила о строительстве Те-Боу — 58-этажного небоскрёба в деловом центре города.
- 2007 — 1 020 000 жителей.
- 2008 — Население экономической области Калгари составило 1 232 679 жителей.
- 2010 — Закончена площадь Сентенниал.